# Старый театр (Дюссельдорф)
Снесённый 

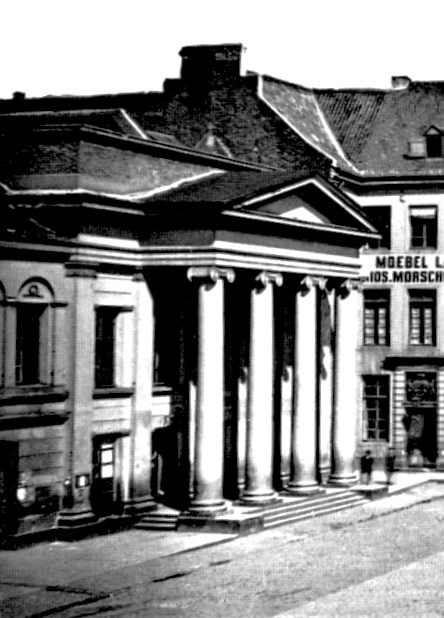
Старый театр Дюссельдорфа рядом с городской ратушей.

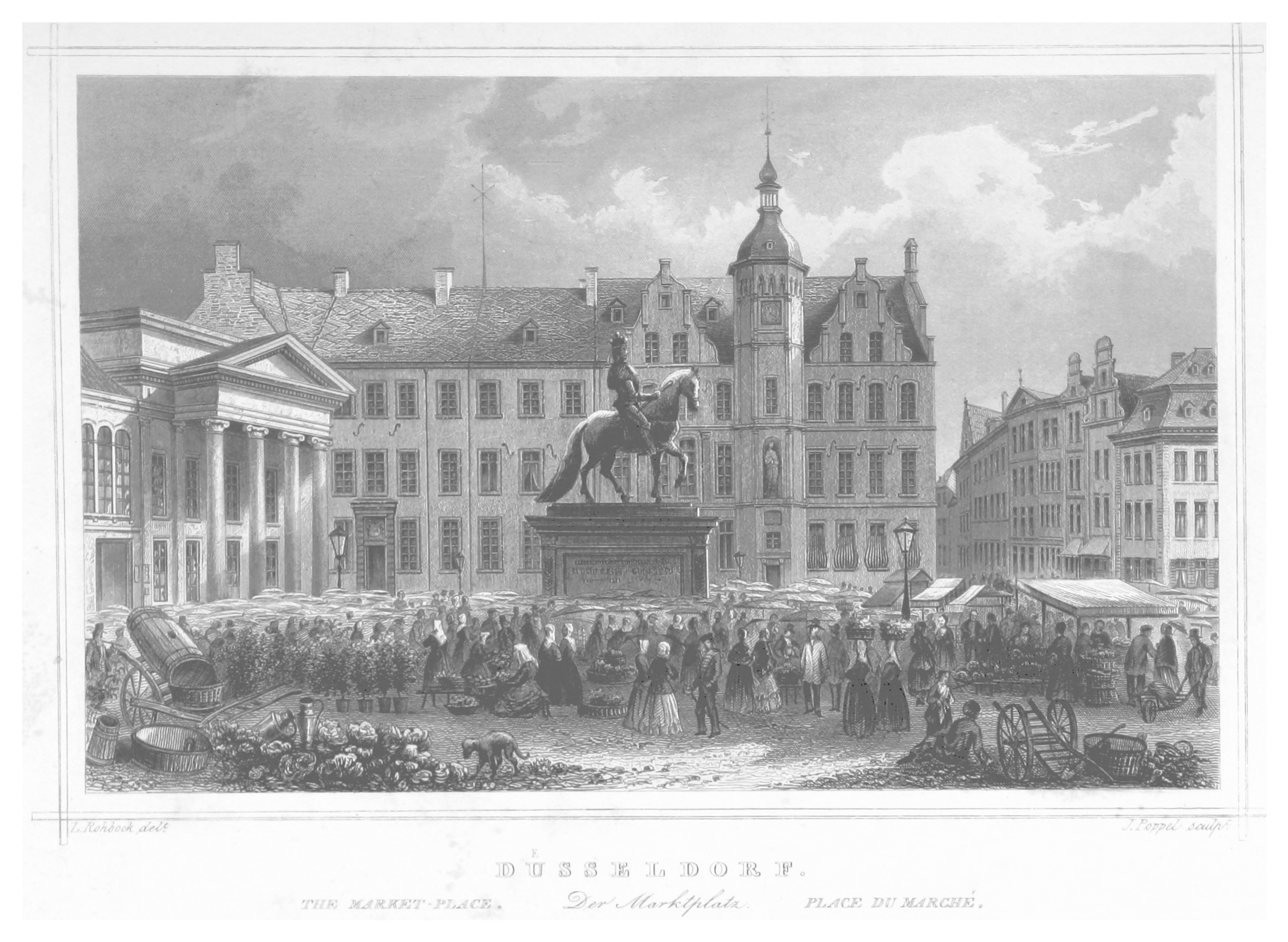
Старый театр (справа) на Торговой площади Дюссельдорфа. Изображение середины XIX века.

Старый театр (нем. Alte Theater), также Групелло-театр (нем. Grupellotheater), — не существующий ныне драматический театр на Рыночной площади города Дюссельдорф (Северный Рейн-Вестфалия, Германия). Название «Групелло-театр» напоминает о том, что в своё время эта часть комплекса зданий площади находилась в собственности скульптора Габриэла Группело, в котором размещалась его литейная мастерская. Именно здесь была отлита конная группа (Jan-Wellem-Reiterdenkmal) Яна Веллема, установленная в центре площади. В связи со строительством на современной аллее Генриха Гейне городского театра (Stadttheater Düsseldorf) (ныне и этого театра также нет), в 1875 году старый драмтеатр на Рыночной площади был закрыт.

## История
Уже в 1747 году старая литейная мастерская Групелло использовалась как театр, когда курфюрст Карл Теодор находился в Дюссельдорфе. В 1750 году здание использовалось как театр комедии. С 1751 года начались регулярные театральные постановки. В 1781 году любители театра обратились к Карлу Теодору с просьбой о ремонте здания. Курфюрст внял просьбам образованных горожан и поручил своему специальному комиссару произвести необходимые работы. Задание было выполнено и дополнительно за счёт курфюрста оформлены новые декорации. В 1805 году театр изменил название на «Бергишскую национальную сцену» или «Бергишский Немецкий театр». После того, как Дюссельдорф стал прусским, 11 апреля 1818 года король Фридрих Вильгельм III подарил до сих пор находившееся в государственной собственности здание городу Дюссельдорфу, который сдал его в аренду театру. Официальным арендатором стал австрийский актёр и руководитель театра Йозеф Деросси (Josef Derossi). Он ставил преимущественно музыкальные спектакли, например оперу «Дева Дуная» (Дунайская русалка) (Das Donauweibchen). Именно в этом спектакле состоялся дебют тогда семилетней актрисы Констанции Дан (Constanze Dahn). В труппе Деросси выступают тогда ещё юные дарования Альберт Лорцинг и Регина Алес (Rosina Regina Ahles).
Начиная с 1829 года новый импульс для развития театра придаёт Карл Лебрехт Иммерман. В сотрудничестве с Кристианом Дитрихом Граббе он в 1831—1836 годах разрабатывает и осуществляет совершенно новые постановки, вошедшие яркой страницей в историю театра. В 1834 году в штат театра Иммермана входили композиторы и дирижёры Феликс Бартольди Мендельсон и Юлиус Риц, 20 актёров и 11 актрис, 9 солистов певцов и 3 певицы, хор из 10 мужских и 7 женских голосов, театральный врач и кассир.
Правительственные советники по вопросам строительства архитектор Адольф фон Фагедес (Adolph von Vagedes) и Гётц подали планы на строительство нового театрального здания, но эти планы были отвергнуты и было принято решение реконструировать Старый театр. Эти работы были начаты в 1831 году. Затраты составили 20 тысяч талеров. В 1832 году по проекту архитектора Антона Шницлера (Anton Schnitzler) (ученика Фагедеса) был возведен портик, опирающийся на ионические колонны. Они не сохранились. Ныне на этом месте расположен вход в зал советов дюссельдорфской ратуши.